# ميا دوي تود
ميا دوي تود (بالإنجليزية: Mia Doi Todd)‏ هي مغنية أمريكية، ولدت في 30 يونيو 1975 في لوس أنجلوس في الولايات المتحدة.

## وصلات خارجية
- الموقع الرسمي
- ميا دوي تود على موقع ميوزك برينز (الإنجليزية)
- ميا دوي تود على موقع أول ميوزيك (الإنجليزية)
- ميا دوي تود على موقع ديسكوغز (الإنجليزية)
- ميا دوي تود على موقع ديسكوغز (الإنجليزية)